# Profesionalen Futbolen Klub Levski Sofija 2012-2013
Questa voce raccoglie le informazioni riguardanti lo  Profesionalen Futbolen Klub Levski Sofija  nelle competizioni ufficiali della stagione 2012-2013.

## Stagione
Nella stagione 2012-2013 il Levski Sofia ha disputato l'A PFG, massima serie del campionato bulgaro di calcio, terminando la stagione al secondo posto con 71 punti conquistati in 30 giornate, frutto di 22 vittorie, 5 pareggi e 3 sconfitte, venendo superato in testa alla classifica dal Ludogorec all'ultima giornata di campionato. Grazie a questo piazzamento è stato ammesso al primo turno preliminare della UEFA Europa League 2013-2014. Nella Kupa na Bălgarija il Levski Sofia è sceso in campo dal secondo turno, raggiungendo la finale del torneo dove è stato sconfitto dal Beroe dopo i tiri di rigore. In UEFA Europa League il Levski Sofia è sceso in campo dal secondo turno preliminare, venendo subito eliminato dai bosniaci del Sarajevo.

## Rosa
| N. |                        | Ruolo | Calciatore               |
| -- | ---------------------- | ----- | ------------------------ |
| 1  | Bulgaria (bandiera)    | P     | Ivaylo Vasilev           |
| 2  | Paesi Bassi (bandiera) | D     | Dustley Mulder           |
| 3  | Francia (bandiera)     | D     | Romain Élie              |
| 4  | Bulgaria (bandiera)    | C     | Stanislav Angelov (cap.) |
| 6  | Bulgaria (bandiera)    | D     | Orlin Starokin           |
| 7  | Bulgaria (bandiera)    | C     | Milen Vasilev            |
| 8  | Slovacchia (bandiera)  | C     | Roman Procházka          |
| 9  | Portogallo (bandiera)  | A     | João Silva               |
| 10 | Bulgaria (bandiera)    | C     | Hristo Jovov             |
| 11 | Bulgaria (bandiera)    | A     | Simeon Rajkov            |
| 11 | Capo Verde (bandiera)  | C     | Garry Rodrigues          |
| 13 | Bulgaria (bandiera)    | D     | Dimitar Vezalov          |
| 14 | Ghana (bandiera)       | A     | Opoku Agyemang           |
| 14 | Bulgaria (bandiera)    | A     | Plamen Tonev             |
| 16 | Portogallo (bandiera)  | C     | Cristóvão Ramos          |
| 18 | Bulgaria (bandiera)    | C     | Borislav Tsonev          |

| N. |                          | Ruolo | Calciatore         |
| -- | ------------------------ | ----- | ------------------ |
| 19 | Guinea-Bissau (bandiera) | A     | Basile De Carvalho |
| 22 | Bulgaria (bandiera)      | C     | Ilian Jordanov     |
| 23 | Bulgaria (bandiera)      | P     | Plamen Iliev       |
| 25 | Bulgaria (bandiera)      | C     | Daniel Dimov       |
| 28 | Portogallo (bandiera)    | D     | Nuno Pinto         |
| 29 | Bulgaria (bandiera)      | C     | Valentin Dobrevski |
| 29 | Slovenia (bandiera)      | C     | Rene Mihelič       |
| 30 | Bulgaria (bandiera)      | C     | Antonio Vutov      |
| 31 | Brasile (bandiera)       | C     | Marcinho           |
| 32 | Bulgaria (bandiera)      | C     | Radoslav Conev     |
| 35 | Bulgaria (bandiera)      | D     | Plamen Dimov       |
| 45 | Bulgaria (bandiera)      | C     | Vladimir Gadžev    |
| 55 | Bulgaria (bandiera)      | D     | Jordan Miliev      |
| 77 | Bulgaria (bandiera)      | C     | Stefan Velev       |
| 89 | Bulgaria (bandiera)      | P     | Mihail Ivanov      |

## Risultati

### Kupa na Bălgarija

#### Finale
| Arbitro: | Cvetan Krastev |

|                           |                      |                                           |
| Élio 16’, 28’ Andonov 79’ | Marcatori            | 24’ Jordanov 80’ João Silva 87’ Rodrigues |
|                           | Tiri di rigore 3 – 1 |                                           |

### UEFA Europa League

#### Secondo turno preliminare
| Arbitro: | Bruno Paixão |

|            |           |  |
| Rajkov 72’ | Marcatori |  |

| Arbitro: | Cristian Balaj |

|                                 |           |                        |
| Husejinović 12’, 62’ Suljić 14’ | Marcatori | 34’ (rig.) De Carvalho |

## Statistiche

### Statistiche di squadra
| Competizione       | Punti | In casa | In casa | In casa | In casa | In casa | In casa | In trasferta | In trasferta | In trasferta | In trasferta | In trasferta | In trasferta | Totale | Totale | Totale | Totale | Totale | Totale | DR  |
| Competizione       | Punti | G       | V       | N       | P       | Gf      | Gs      | G            | V            | N            | P            | Gf           | Gs           | G      | V      | N      | P      | Gf     | Gs     | DR  |
| ------------------ | ----- | ------- | ------- | ------- | ------- | ------- | ------- | ------------ | ------------ | ------------ | ------------ | ------------ | ------------ | ------ | ------ | ------ | ------ | ------ | ------ | --- |
| A PFG              | 71    | 15      | 13      | 2       | 0       | 33      | 8       | 15           | 9            | 3            | 3            | 26           | 12           | 30     | 22     | 5      | 3      | 59     | 20     | +39 |
| Kupa na Bălgarija  | -     | 4       | 4       | 0       | 0       | 11      | 1       | 4            | 1            | 1            | 2            | 2            | 3            | 9      | 5      | 2      | 2      | 16     | 7      | +9  |
| UEFA Europa League | -     | 1       | 1       | 0       | 0       | 1       | 0       | 1            | 0            | 0            | 1            | 1            | 3            | 2      | 1      | 0      | 1      | 2      | 3      | -1  |
| Totale             | -     | 20      | 18      | 2       | 0       | 45      | 9       | 20           | 10           | 4            | 6            | 29           | 18           | 42     | 28     | 7      | 6      | 77     | 30     | +47 |